# ラース・ビハーリー・ボース
ラス・ビハリ・ボース（ベンガル語：ラシュビハリ・ボシュ রাসবিহারী বসু、ヒンディー語：ラース・ビハーリー・ボース रास बिहारी बोस  発音、英語：Rash Behari Bose 、1886年3月15日 - 1945年1月21日）は、インドの独立運動家。
イギリスによって過激派として指名手配されたことから、1915年に日本に逃れてインド独立運動を続けた。ラス・ビハリ・ボースは、新宿中村屋の相馬愛蔵と相馬黒光の長女である俊子と結婚した。独立運動家で自由インド仮政府主席を務めたスバス・チャンドラ・ボースと混同されることもあるが別人。日本に本格的なインドカレーを伝えた人物である。

## 人物・来歴

### 生い立ち
1886年に、当時イギリスの植民地支配下に置かれ「イギリス領インド帝国」と呼ばれていたインドのベンガルで、政府新聞の書記を務めるビノド・ビハリと妻のブボネンショリの長男として生まれた。ベンガル政府の官僚であった父が単身赴任していたため、祖父と母の手によって育てられ、シャンデルナゴル（チャンダンナガル）とコルカタ（カルカッタ）の学校で学んだ。

### 独立運動
ボースはインド兵になることを志すが身体的理由により任官を拒否される。その後、イギリス植民地政府の官吏としてデヘラードゥーンの森林研究所で事務主任を務める一方、インド国民会議に参加し、独立運動に身を投じた（当時の多くの上流階級の子弟がそうしていた）。父親に押し付けられるかたちでこの職に就いたが、森林研究所事務主任という立場はグルカ兵に革命思想を教唆したり爆弾製造のための薬品や部品を集めるのには打って付けであった。また、ボースは近代インドを代表するヒンドゥー教指導者オーロビンド・ゴーシュの宗教哲学に大きな影響を受けた。ボースはチャールズ・ハーディング総督暗殺未遂事件で爆弾を投擲して負傷させ、また「ラホール蜂起」の首謀者とされ、イギリス植民地政府に追われることとなる（一万二千ルピーの懸賞金がかけられていた）。ボースは新たな武器を得るために日本に渡航する決断をし、ラビンドラナート・タゴールの親族と偽り1915年（大正4年）6月に日本に入国した。

### 日本への亡命

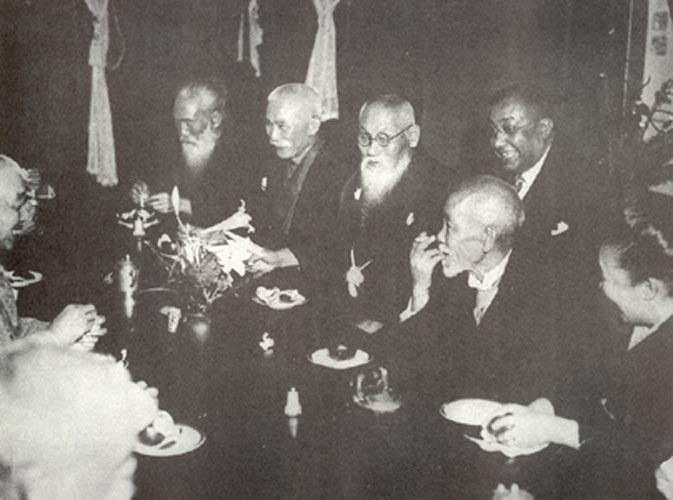
「ラス・ビハリ・ボース氏謝恩の会」（1915年）
テーブルの向こう側中央に頭山満、その後ろにボース、両者の手前に犬養毅

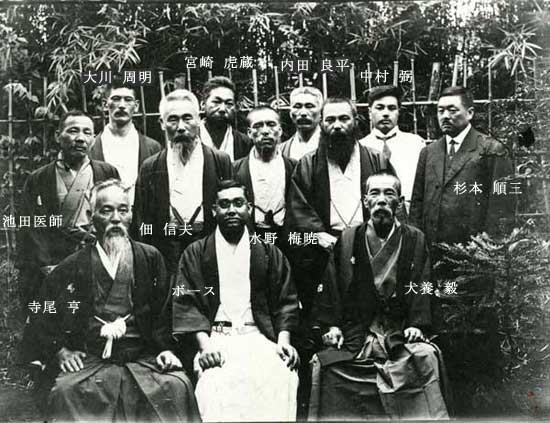
ボースを囲む日本の支援者（1916年4月）

日本では東京に住み、故国の独立運動のため東京の支援者から送られた大量の武器をインドへ送りつつ、先に日本に亡命していたバグワーン・シンの紹介により孫文と親交を結んだ（当時袁世凱と対立し日本に亡命していた）。また、ヘーランバ・ラール・グプタ（英語: Herambalal Gupta）の紹介により大川周明とも親交を結んだ。
武器のインドへの輸送がイギリスの官憲に見つかるとともにボースの密入国が大英帝国に知られ、当時大英帝国と同盟関係にあった日本政府は、英国政府の要求により1915年11月28日にボースに対する国外退去命令を発令した。孫文はこれに対するため頭山満をボースに紹介した。頭山や犬養毅、内田良平などのアジア独立主義者たちはボースの国外退去命令に反発し、新宿中村屋の相馬愛蔵・良夫妻によってボースをかくまわせることを工作し、その後4ヶ月間、ボースは中村屋のアトリエに隠れて過ごしている。やがて頭山らの働きかけもあり、同年中に日本政府はボースの国外退去命令を撤回した。しかしイギリス政府による追及の手は1918年（大正7年）まで続き、ボースは日本各地の17箇所を転々と移り住む逃亡生活を送った。

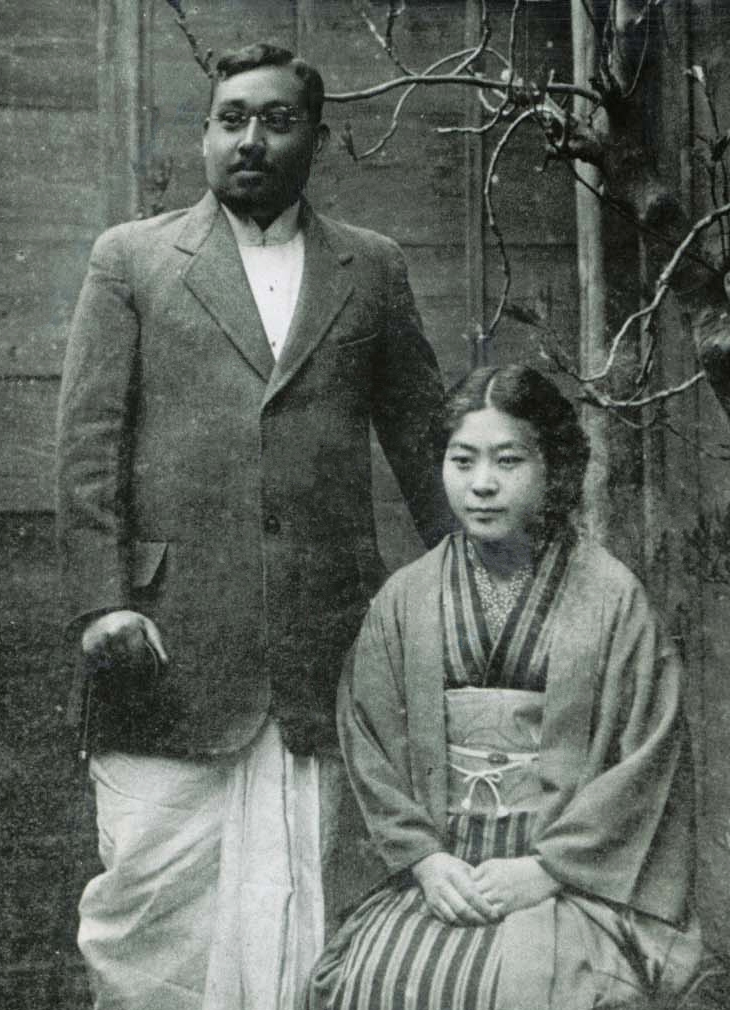
ラス・ビハリ・ボース、ボース俊子（相馬俊子）夫妻大正7年(1918)頃

頭山の媒酌により1918年にボースは逃亡中の連絡係を務めた相馬夫妻の娘、俊子と結婚し1923年（大正12年）には日本に帰化してインドの独立運動に没頭できるようになった。第一次世界大戦が終結したことを受けイギリスからのボースの追及が終わってからは、俊子とともに中村屋の敷地内に住居を建てて暮らした。俊子との間には1男1女をもうけたものの、俊子は1925年（大正14年）に26歳で肺炎により死去した。

### インド独立連盟とインド国民軍
A.M.ナイルなど日本に亡命していたインド独立運動家たちと協力しあい、またイギリスと対立を強めていた日本政府や軍部と協力関係を結んだことで、ボースはインド国外における独立運動の有力者の一人となった。
日本は1941年（昭和16年）に太平洋戦争（大東亜戦争）を起こし、イギリスの植民地を含む東南アジア各地域を占領したが、日本軍は同地におけるインド人に対して扱いが丁重だったと言われる。その背後には、ボースとA.M.ナイルの努力があった。
その後1942年（昭和17年）初頭に、かねてより植民地軍として駐留していたイギリス軍を放逐し日本が占領したマレーやシンガポールでは、捕虜となった英印軍将兵の中から志願者を募ってインド国民軍が編制された。その長は最初に日本軍に投降した元英印軍の大尉であったモーハン・シンであった。しかし、シンは親イギリス的志向が強かっただけでなく、軍内において自身に対する個人的利益を優先させた上に、そもそもが大尉という下級士官にすぎなかったこともあり、数千人を数える規模となったインド国民軍を統率することは困難であったため軍内に大きな混乱を招いた。
そのためにインド国民軍は「インド独立連盟」（インド独立連盟と印度独立連盟が合流したもの。議長はボース）の管轄下に入り、その後連盟内で孤立したシンはインド国民軍司令官を罷免される。しかし、この様な混乱により心労を重ね体調を崩したボースは、1943年（昭和18年）7月4日にシンガポールにおけるインド独立連盟総会において、インド独立連盟総裁とインド国民軍の指揮権を、総会に先立ち亡命先のドイツからシンガポールへ来たスバス・チャンドラ・ボースに移譲し、自らはインド独立連盟の名誉総裁となった。

### 自由インド仮政府

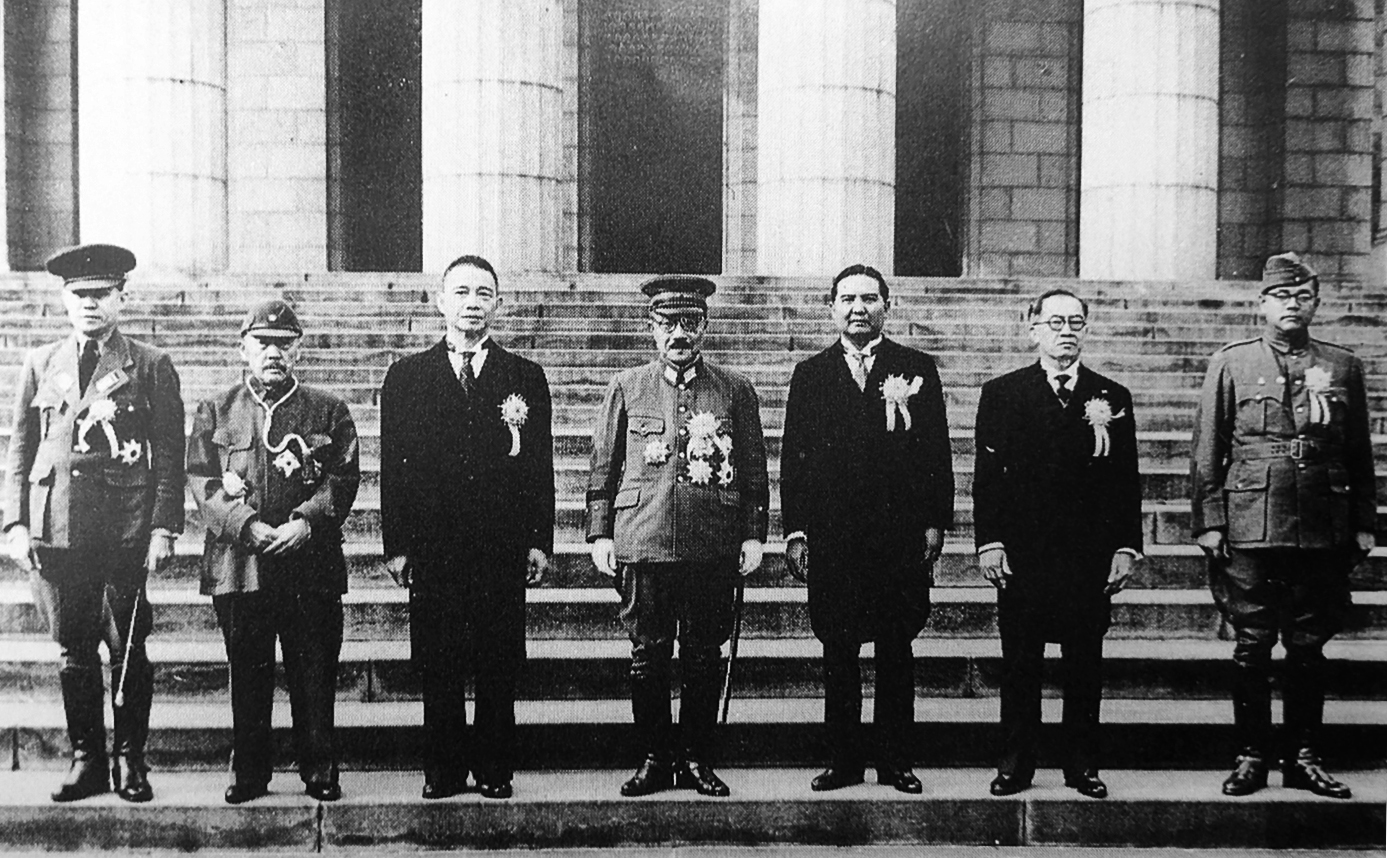
大東亜会議に参加した各国首脳。左からバー・モウ、張景恵、汪兆銘、東條英機、ワンワイタヤーコーン、ホセ・ラウレル、スバス・チャンドラ・ボース

その後同年10月に、ボースとチャンドラ・ボースは日本政府の援助を受けてシンガポールに自由インド仮政府を樹立し、首班となったチャンドラ・ボースとともに指導者の1人となり、日本政府の協力を受けてイギリスとの闘争と、インド国民会議派をはじめとするインド国内の独立勢力との提携を模索した。
その後自由インド仮政府は同年10月24日にインドを支配するイギリスを含む連合国に対してインド独立のための宣戦布告を行い、同年11月5日東京で開催された大東亜会議にボースがオブザーバーとして出席した。オブザーバーとなったのは日本がインドを大東亜共栄圏に組み込まないという意思を明確にしていたからである。
1944年（昭和19年）にはインド進攻のため、仮政府本部を当時日本の占領下にあったビルマのラングーンに移転させ、「インド解放」のスローガンの下に自由インド仮政府の「国軍」となったインド国民軍は、日本軍とともにインドやビルマのイギリス軍と戦い、インパール作戦にも従軍した。

### 死去
しかし、この頃になると入院するほど体調を悪化させたボースは、インド独立の実現を見ることなく、A.M.ナイルらに看取られながら1945年（昭和20年）1月21日に日本で死去した。日本政府はラス・ビハリ・ボースが亡くなる前に勲二等旭日重光章を授与することを決定し、ボースに伝えたが、実際に授与されたのは死後になった。墓所は多磨霊園（1区1種6側12番）。
同年6月には、長男の防須正秀も沖縄戦で大日本帝国陸軍中尉として戦死している。

## 日本のインドカレーの父
- 中村屋によると『昭和初頭に日本に普及していた「カレーライス」は、インドのカレーとは全く別物であった。イギリス式に改変されたカレーが、さらに軍隊式に簡略化されて安価な食べ物として普及していたためである。ボースはかねがね「インドのカレーはあんなものではない」と憤慨していたが、中村屋が1927年に喫茶部を新設する際、相馬夫妻に本格的なインドカレーを出すよう強く進言し、米（白目米）や鳥（軍鶏）にまでこだわり、自らメニュー開発に関わった。これが同店の名物メニューとして現在まで続いている「純インド式カリー・ライス」である。』とされている。

- 日本初の本格的インド料理店「ナイルレストラン」は、ラス・ビハリ・ボースのもとで日本でインド独立運動をしたA.M.ナイルが、インドが自治国になった年1949年に開店した。現在も同じ場所でA.M.ナイルの息子と孫が経営し、A.M.ナイル独自が創作したカレー料理を伝えている。

## 著作
- 渋沢青花と共著『印度頓智百譚』（厚生閣書店、1931年）
  - よみは、インドとんちものがたり。岡村夫二画。新版・まちごとパブリッシング、2017年 ISBN 978-4-86143-332-0
- 『革命の印度』（木星社書院、1932年）
  - 新版改題 『革命のインド』（書肆心水、2010年） ISBN 978-4-902854-76-3
- 渋沢青花と共著『民間蒐集による印度民話集』（郷土研究所、1935年）
- 高田雄種と共著『印度神話ラーマーヤナ』（畝傍書房、1942年）
- 『印度侵略秘史』（東京日日新聞社、1942年）
- 『ボースは叫ぶ』（盛運堂、1944年、CRID 1130000796935215872、オンライン公開版）

### 伝記・回想
- 相馬安雄・相馬黒光と共著『アジアのめざめ　ラス・ビハリ・ボース伝』（書肆心水、2011年）

ボース自身の手記、相馬安雄の伝記、相馬黒光の回想。ISBN 978-4-902854-95-4
- 中島岳志『中村屋のボース インド独立運動と近代日本のアジア主義』（白水社、2005年／白水Uブックス、2012年）ISBN 978-4-560027-78-3／ISBN 978-4-560721-25-4
- 樋口哲子『父ボース　追憶のなかのアジアと日本』（中島岳志編・解説、白水社、2008年／白水Uブックス、2012年）

著者はボースと相馬俊子の長女（1922年生まれ）。ISBN 4-560-03176-2／ISBN 4-560-72127-0